# シリアの世界遺産

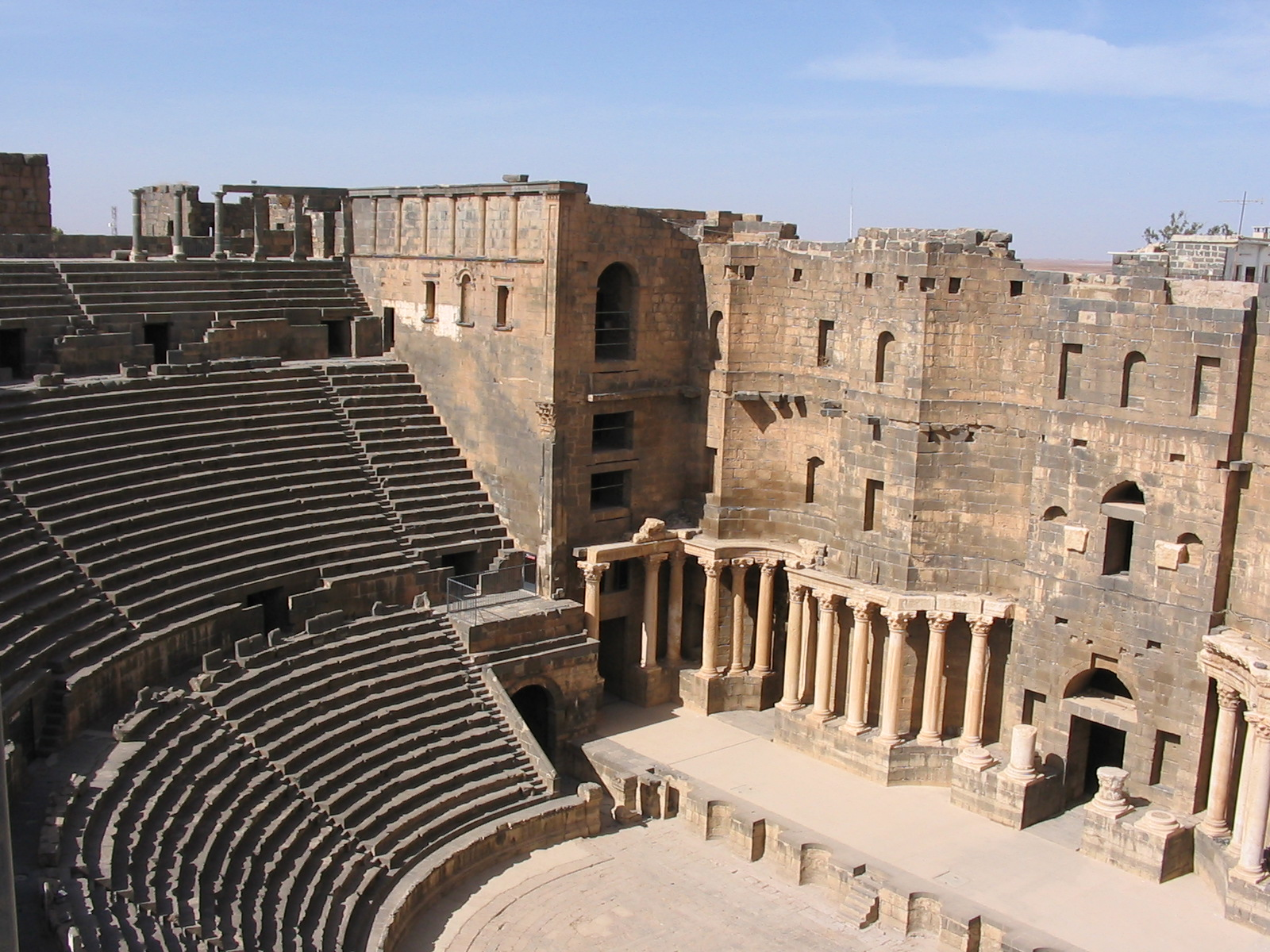
古代都市ボスラ

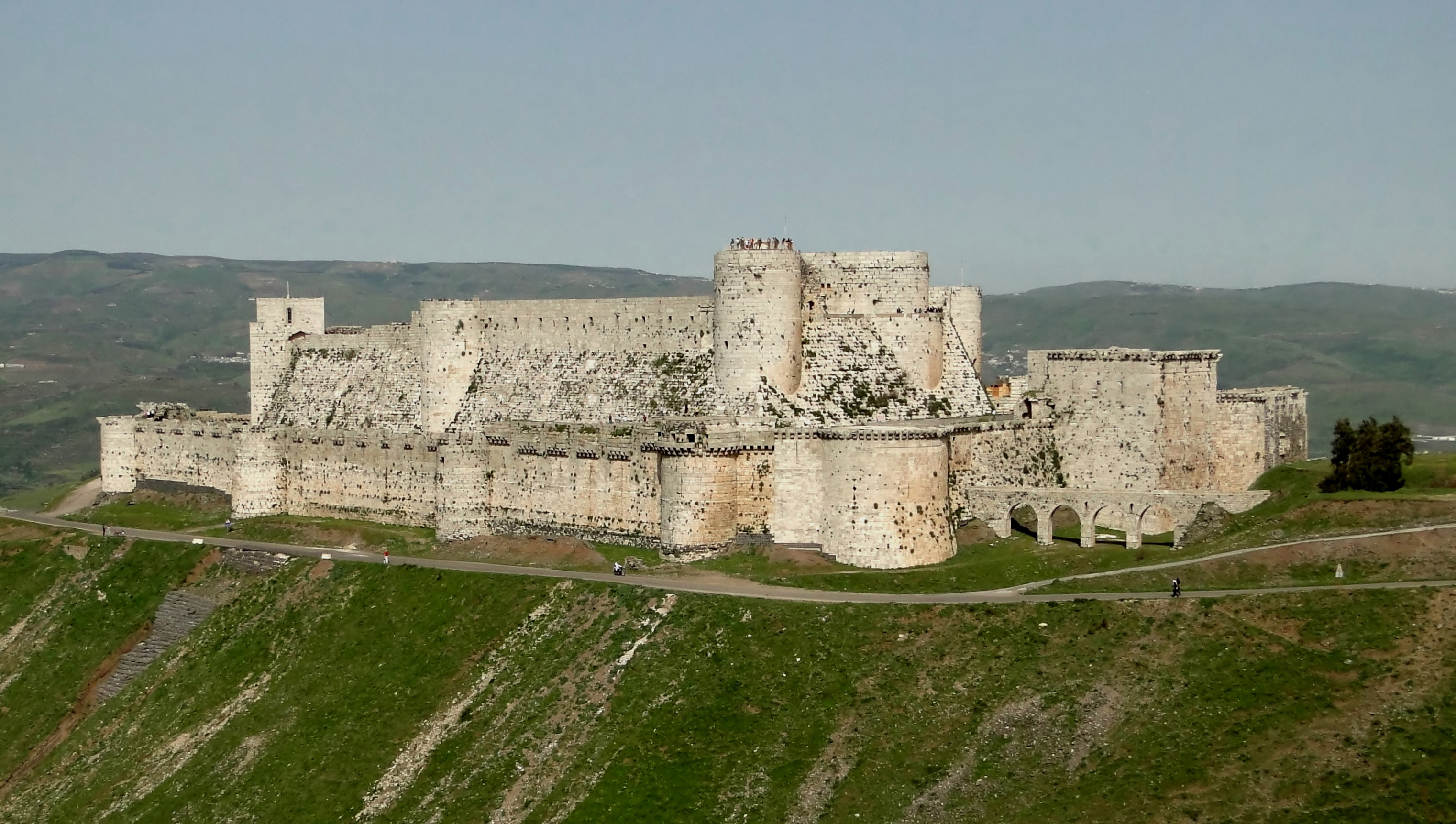
クラック・デ・シュヴァリエ

シリアの世界遺産 （シリアのせかいいさん）は、ユネスコの世界遺産リストに登録されているシリア国内の文化・自然遺産である。2013年に、シリア情勢の緊迫化などを理由にその時点で登録されていた6件の世界遺産すべてが危機にさらされている世界遺産（危機遺産）リストに加えられた。

## 文化遺産
- 古代都市ダマスカス - （1979年）
- 古代都市ボスラ - （1980年）
- パルミラ遺跡 - （1980年）
- 古代都市アレッポ - （1986年）
- クラック・デ・シュヴァリエとカラット・サラーフ・アッディーン - （2006年）
- シリア北部の古代村落群 - （2011年）

## 自然遺産
なし

## 複合遺産
なし